# Allenberg (Schoningen)
Der Allenberg ist ein Berg in Niedersachsen an den Ausläufern des Solling. Seine Höhe beträgt 249. m. 

## Lage
Der Allenberg liegt westlich von Schoningen, nördlich von Ahlbershausen und nordöstlich von Vernawahlshausen, unmittelbar an der hessisch-niedersächsischen Grenze. Er ist etwa zur Hälfte bewaldet, die andere Hälfte wird landwirtschaftlich genutzt.